# 清野信秀
清野 信秀（きよの のぶひで）は、戦国時代の武将。信濃村上氏の家臣。信濃国埴科郡鞍骨城主。

## 略歴
北信濃の有力豪族村上氏の支流。村上義清に従って武田信玄と戦った。天文19年の（1550年）砥石城の合戦では、9月1日、甲斐武田氏に寝返っており、『高白斎記』には「辛卯。申刻、清野出仕。」と記されている。その後、村上氏に再び従属したが、義清が信玄に敗れると、共に越後国の長尾景虎の許へ逃れる。
永禄2年（1559年）には武田氏に従って旧領の清野郷、雨宮郷を安堵され、偏諱を受け「清秀」を「信秀」と改めた。